# Desmodium tortuosum
Nome científico: Por vezes essa espécie é erroneamente classificada como D. purpureum ou D. distortum.
Distribuição e Habitat: É uma espécie com ampla distribuição. com registro de ocorrência na Austrália, USA, México, América Central e do Sul[1;2]. Ocorrem em ambientes alterados, principalmente, em beira de estradas, trilhas e terrenos baldios. Desenvolve-se também em áreas de lavoura como planta daninha, já que seu desenvolvimento inicial é muito rápido, permitindo que floresça e produza sementes antes do final do ciclo das principais culturas anuais.
Fenologia: flores e frutos ao longo do ano todo.
Nome Vulgar: Carrapicho e desmódio. 